# Lieselotte Wicke
Lieselotte Wicke (geboren als Lieselotte Schum; * 14. Dezember 1914 in Düsseldorf; † 18. März 1989 ebenda) war eine deutsche Politikerin (SPD).

## Leben und Engagement
1926 wurde Lieselotte Wicke Mitglied der Sozialistischen Arbeiter-Jugend, eines Jugendverbands der SPD, der zum Zeit ihres Eintritts noch Kinder-Freundesgruppe hieß. Sie war Helferin bei der Reichsarbeitsgemeinschaft der Kinderfreunde, die 1933 verboten wurde. 1935 heiratete sie den damaligen Vorsitzenden des SPD-Distrikts Düsseldorf-Stadtmitte und späteren Widerstandskämpfer gegen die NS-Herrschaft Alfred Wicke (1907–1997). Von 1948 bis 1954 saß sie im Stadtrat der Stadt Düsseldorf und engagierte sich dort in den Bereichen Jugend, Familie, Arbeit, Soziales und Gesundheit. Von 1950 bis 1954 engagierte sie sich für das Falkenheim Düsseldorf, zuerst als Sekretärin und später als ehrenamtliche Geschäftsführerin des Vereins. Sie engagierte sich auch als Mitglied der Arbeitsgemeinschaft ehemals verfolgter Sozialdemokraten (AvS).
Mitglied des Landtags Nordrhein-Westfalens war sie von 1954 bis 1975. In ihrer ersten Wahlperiode zum 3. Landtag 1954–1958 trat sie als Kandidatin des Wahlkreises 46 Düsseldorf-Ost an, der in den folgenden Wahlperioden Düsseldorf IV hieß. Bei der Aufstellung zum SPD-Direktkandidaten für die Landtagswahl hatte sie sich gegen elf männliche Mitbewerber durchgesetzt und erzielte bei der Landtagswahl 44,8 Prozent der gültigen Stimmen in ihrem Wahlbezirk. Ihr bestes Ergebnis hatte sie bei ihrer Wahl zum Landtag 1966 mit 59,8 Prozent der gültigen Stimmen.
Im Landtag war Lieselotte Wicke unter anderem stellvertretende Vorsitzende des Petitionsausschusses und Mitglied des Fraktionsvorstands der SPD. Mit ihrem stellvertretenden Vorsitz des Petitionsausschusses, den sie ab 1966 hatte, war sie die erste Frau in der Geschichte des Landtags NRW, welche einen stellvertretenden Vorsitz eines Ausschusses hatte. Sie war im Landtag an der Ausarbeitung des Kindergartengesetzes beteiligt, das seine erste Fassung am 21. Dezember 1971 erlebte, sowie an der Einführung der Schulgeldfreiheit und 1973 der Lernmittelfreiheit.

## Ehrungen
Lieselotte Wicke wurde am 12. Dezember 1986 mit dem Verdienstorden des Landes Nordrhein-Westfalen ausgezeichnet. In der Begründung war zu lessen, dass sie sich „mit großem Engagement der Sorgen und Nöte ihrer Mitbürger angenommen hat“.